# Wielkoskrzydłe
Wielkoskrzydłe, żylenice, zabarwice (Megaloptera) – rząd owadów z przeobrażeniem zupełnym. 
Imago wielkości ok. 2,5–3 cm, ciemno ubarwione, ma dwie pary skrzydeł z licznymi żyłkami. Owady dorosłe spotkać można latem w pobliżu zbiorników wodnych, siedzące na roślinności. Samice zazwyczaj kopulują z kilkoma samcami. Jaja składają na nadwodnych liściach i łodygach roślin. Wylęgające się larwy spadają wprost do wody. Larwy prowadzą wodny tryb życia, są drapieżne, żywią się larwami owadów wodnych (głównie ochotkowate), małymi mięczakami (groszkówka), płazińcami i obleńcami. Występują na dnie mulistym. Larwy mają segmentowane i orzęsione skrzelotchawki, będące przekształconymi odnóżami odwłokowymi. Rozwój larwalny trwa zazwyczaj dwa lata i występuje 9 stadiów larwalnych. Przepoczwarczenie odbywa się na lądzie, czasem dość daleko od brzegu zbiornika wodnego. Aparat gębowy larw i dorosłych typu gryzącego.
Znanych jest około 300 gatunków grupowanych w rodzinach:
- Corydalidae
- Sialidae – żylenicowate

Przedstawiciele żyjący w Polsce:
- Sialis lutaria – żylenica nadwodna
- Sialis fuliginosa – żylenica pospolita
- Sialis morio
- Sialis nigripes